# 디스 (힙합)
디스(diss) 또는 디스 곡은 respect의 반대인 disrespect의 줄임말로, 주로 다른 그룹이나 사람을 폄하하거나 공격하기 위한 행동 혹은 노래를 일컫는다. 음악적인 풍자와 공격이 항상 존재하는 동안, 디스는 점차 힙합이란 장르에 마치 치열한 경쟁을 하는 듯 보편적으로 자리를 잡아갔다. 친한 사이임에도 장난스레 디스를 하는 경우도 있으며, 실제 감정을 표하는 경우까지 수위가 다양하다. 

## 배경
많은 힙합 장르의 곡들이 배타적으로 다른 사람들에게 자신을 내세우는 경향을 보인다. 힙합씬에서 가장 첫 번째 디스는 14살의 미국의 록산느 샨테가 UTFO에게 향하는 디스곡이었다. 록산느 샨테는 맥시멈의 100명의 배틀 랩 아티스트 중에서도 가장 공격적인 아티스트로 인정받는다.
대부분의 불화는 미국의 지리적인 소속에 유래를 둘 수 있다. 미국의 여러 도시들은 자칫 폭력을 일으키는 지역적인 소속감이 존재한다. 폭력이 해결될 수 없을 때에는 많은 지역의 아티스트들이 자신의 생각을 그들의 음악을 이용하여 표출했다. 현재 가장 유명하고 진행 중인 지역적 불화는 미국 동부와 서부의 래퍼들의 불화다.
잘 만들어진 디스 곡들은 리스너(듣는 이)들이 쉽게 자신이 주장하고 외치는 말들을 믿게 만드는 효과가 있다. 많은 래퍼들이 펀치라인을 쓰며 리스너들을 끌어들이고 있다. 이 펀치라인들은 상대방을 깎아내리고, 비유적이면서도 직설적이기도 하다. 좋은 디스 곡은 또한 자신의 디스를 정당화하는 뒷배경을 가지고 있다. 많은 아티스트들은 음악을 듣는 만큼 길거리나 인터넷에서 들리는 말들에 대해 의논하는 데 많은 시간을 쏟곤 한다.

## 폭력
오랜 반목의 결과로써 폭력이나 암살 같은 충격적인 결과가 나타나기도 하는데, 특히 투팍과 노토리어스 B.I.G의 총격 사망은 가장 충격적이었다. 이 두 래퍼는 공격적이고 비아냥스러운 랩들을 서로에게 뱉곤 했는데, 이 디스전은 힙합인들의 집단 밖으로까지 이슈가 되었다. 1996년에 투팍이 총격을 당하자, B.I.G. 에게 몇 연관점을 들어 그 살인죄를 뒤집어 씌우려 하기도 했다.
디스 곡들은 자주 심각한 위협으로 받아지기도 했는데, 언론의 포장이 더해져 가끔은 홍보성 노이즈 마케팅으로 비춰질 때도 있다.
그러한 지역주의적인 폭력이 자주 나타나는 곳은 뉴욕 시의 브루클린, 퀸스, 맨하탄, 스태튼아일랜드, 브롱스와 로스앤젤레스의 캠프턴과 오클랜드이다.
그 외에 눈에 띄는 지역들은 미국 남부와 시카고, 그리고 휴스턴이다.

## 홍보 전략
2007년 9월, 래퍼 50 센트는 래퍼 카니예 웨스트가 만약 카니예의 음반 판매량이 자신의 첫 주 판매량보다 많으면, 그는 음반 발매를 중지하고 은퇴하겠다고 선언했다. 카니예는 그 도전을 받아들였는데, 많은 사람들은 노이즈 마케팅을 이용하여 CD를 더 많이 팔리게끔 유도하는 것이 목적이라 보고있었다. 그런데 카니예의 첫 주의 음반 판매량이 50 센트의 691000장보다 많은 957000장을 기록하였다. 50 센트는 최근 하워드 스턴 쇼에 출연하여 자신은 오직 "상황을 홍보하는데"에 은퇴한다고 말하였다.
래퍼들은 가끔 라디오에 나서서 자신이 싫어하는 래퍼를 공개적으로 밝히기도 한다. 그들은 주로 누구를 지칭하는지 모르게 돌려 말하는데, 정확하게는 리스너들이 그 대상이 누군지 추측하도록 일부러 밝히지 않는 것이다. 사람들은 가끔 래퍼들의 가사에서 꼬투리를 잡으며 루머가 시작되는데, 대부분은 누구를 싫어한다는 나쁜 이야기며 또한 허위적이다. 이 루머들은 각 래퍼들이 속한 크루나 레이블에도 논란을 만들어내는데, 그러나 대부분의 가공된 분쟁은 어느 한쪽이 혐의를 깨끗이 하기 위해 답변함으로써 없어지기도 한다.
디스곡들은 대부분 두 명 혹은 그 이상의 래퍼들의 치열한 라이벌 의식의 부산물로 나타나는데, 예로 투팍 샤커와 노토리어스 B.I.G., 이지이와 닥터 드레, 제이지와 나스, 에미넴과 벤지노를 필두로 한 다른 많은 아티스트들, 또 50 센트와 자 룰 등 간에 일어난 디스가 대표적이다.
그리고 어떤 경우에는 디스곡이 다른 곡을 패러디하기도 한다.

## 같이 보기
- 배틀 랩